# Parafia św. Antoniego Padewskiego w Przemyślu
Parafia św. Antoniego Padewskiego w Przemyślu – parafia rzymskokatolicka pod wezwaniem św. Antoniego Padewskiego w Przemyślu, należąca do dekanatu Przemyśl I w archidiecezji przemyskiej. Erygowana w 1977 roku. Mieści się przy ulicy Jagiellońskiej.

## Historia
W 1623 roku powstała prowincja Franciszkanów - Reformatów pw. Matki Boskiej Anielskiej i wówczas postanowiono budować klasztory na terenach wschodnich. Około 1627 roku powstała fundacja kościoła i klasztoru Franciszkanów - Reformatów w Przemyślu z inicjatywy o. Bonawentury. 8 września 1629 roku fundacja została zatwierdzona przez bpa Adama Nowodworskiego, a reformaci wprowadzili się do zabudowań ofiarowanych przez Piotra Cieciszewskiego z Żurawicy i Felicji ze Stadnickich. Od 1660 roku w klasztorze odbywały się studia dla młodzieży zakonnej.
25 października 1977 roku dekretem bpa Ignacego Tokarczuka została erygowana parafia pw. św. Antoniego Padewskiego, z wydzielonego terytorium: parafii katedralnej, parafii św. Marii Magdaleny i parafii NMP Nieustającej Pomocy. 24 października 1992 roku przeprowadzono korektę granic parafii przez przyłączenie ulic: Jagiellońskiej, Kamienny Most i Mniszej. 
Proboszczowie parafii:
1977–1984. o. Zbigniew Sułek OFM.
1984–1985. o. Tymoteusz Warzybok OFM.
1985–1990. o. Stanisław Płachta OFM.
1990–1999. o. Robert Prokopiuk OFM.
1999–2011. o. Damian Bieńkowski OFM.
2011– nadal o. Tadeusz Pawłowicz OFM.

## Zasięg parafii
Do parafii należy 4 180 wiernych z Przemyśla mieszkających przy ulicach: Aleksandra Dworskiego (numery 1 – 63 oraz 2 – 86), Ignacego Frankowskiego (numery 2 – 6), Bartosza Głowackiego (numery 4 – 12), Artura Grottgera (numery 4 – 9), Leopolda Hausera (numery 4 – 6), Jana Kilińskiego (numery 4 – 17), Sebastiana Klonowicza (numery 4 – 8), Stanisława Konarskiego, Plac Legionów (numery 1 – 5 oraz 6 – 8), Stanisława Leszczyńskiego (numery 2 – 24 oraz 5), Adama Mickiewicza (numery 3 – 41a oraz 8 – 24), Stanisława Moniuszki (numery 1 – 7 oraz 2 – 10), Plac na Bramie (numery 2 – 11), Stanisława Niewiadomskiego (numery 1 – 6), Aleksandra Puszkina (numery 3 – 11 oraz 4 – 20), Bolesława Prusa (numery 1 oraz 3), Józefa Sowińskiego (numery 1 – 5), Stanisława Staszica (numer 3), Leopolda Tarnawskiego (numery 2–28), Juliana Tuwima (numery 1 – 3) i Ludwika Zamenhoffa (numery 2 oraz 4).